# Ágota Sebő
Ágota Sebő (7 de mayo de 1934) es una deportista húngara que compitió en natación, especialista en el estilo libre. Ganó dos medallas de oro en el Campeonato Europeo de Natación de 1954.

## Palmarés internacional
| Campeonato Europeo | Campeonato Europeo | Campeonato Europeo | Campeonato Europeo |
| Año                | Lugar              | Medalla            | Prueba             |
| ------------------ | ------------------ | ------------------ | ------------------ |
| 1954               | Turín (Italia)     | Medalla de oro     | 400 m libre        |
| 1954               | Turín (Italia)     | Medalla de oro     | 4 × 100 m libre    |